# Ragnar Terning
Otto Ragnar Terning, född 30 april 1912 i Karlskrona amiralitetsförsamling i Blekinge län, död 26 oktober 1991 i Oscars församling i Stockholm, var en svensk militär.

## Biografi
Terning avlade studentexamen i Karlskrona 1931. Han avlade marinintendentsexamen vid Sjökrigsskolan 1935 och utnämndes samma år till marinunderintendent. År 1937 blev han fänrik i Marinintendenturkåren och senare samma år löjtnant. Han var avdelningsintendent vid undervattensbåtsavdelningen på depåfartyget Svea 1938–1940. Han utnämndes till kapten i Marinintendenturkåren 1943 och till kommendörkapten av andra graden i samma kår 1952, var lärare vid Sjökrigsskolan och Försvarets intendenturskola och tjänstgjorde 1955–1958 vid Statens organisationsnämnd med ansvar för rationaliseringsverksamheten inom marinen. År 1960 befordrades han till kommendörkapten av första graden, varpå han var chef för Materielsektionen i Intendenturavdelningen i Marinförvaltningen 1960–1963. Åren 1963–1968 tjänstgjorde han vid Försvarets intendenturverk: som chef för Beklädnadssektionen i Materielbyrån 1963–1966, som chef för Förrådssektionen i Förrådsbyrån 1966–1968 och som chef för Förrådsbyrån under 1968. När Marinintendenturkåren upphörde 1966 inträdde han som överstelöjtnant i Försvarets intendenturkår, där han befordrades till överste 1968. Åren 1968–1972 var han tillförordnad chef för Allmänna byrån i Intendenturmaterielförvaltningen i Försvarets materielverk, varefter han inträdde som kommendör i flottans reserv 1972. Därefter var Terning konsult åt Överstyrelsen för ekonomiskt försvar, där han hade till uppgift att verka för stöd åt svensk textil- och skoindustri i samband med försäljning på svenska marknaden.

## Utmärkelser
- Riddare av första klass av Svärdsorden, 1954.[15]
- Kommendör av Svärdsorden, 1972.[16]